# 刘杲 (1931年)
刘杲（1931年—2024年11月12日），男，湖北武穴人，中国出版家，曾任新闻出版署副署长，中国编辑学会会长，第八、九届全国政协委员。